# BS吉テレ
『BS吉テレ』（ビーエス よしテレ）は、BS日テレで2013年4月2日から火曜日 - 土曜日0:00 - 0:30（JST、月曜日 - 金曜日深夜）に放送されていた情報バラエティ番組。帯番組。それぞれの正式な番組タイトルは、『BS吉テレ （各曜日の番組名）』となる。曜日ごとのラインナップは以下の通り（ただし、放送曜日は暦日上のもので表記）。同年9月まで、放送時間は0:30 - 1:00であり、前日の巨人戦中継が延長となった場合、火曜日（月曜日深夜）・土曜日（金曜日深夜）は最大1時間繰り下げ、他曜日は最大30分繰り下げとなっていた。
| 曜日                 | 番組名             | 出演MC    | 配属部署               |
| -------------------- | ------------------ | --------- | ---------------------- |
| 火曜日（月曜日深夜） | デジ魂             | サバンナ  | デジタルコンテンツ部   |
| 水曜日（火曜日深夜） | セールスタイル     | NON STYLE | 営業部                 |
| 木曜日（水曜日深夜） | イベンジャーズ     | 千鳥      | イベント事業部         |
| 金曜日（木曜日深夜） | ナオミクローゼット | 渡辺直美  | ガールズプロジェクト   |
| 土曜日（金曜日深夜） | ケンイチ           | 山里亮太  | 47都道府県プロジェクト |

## 概要
BS日テレが2013年4月改編で“視聴者層の拡大”をテーマに掲げ、深夜帯での若者層を開拓する狙いで、吉本興業と提携した番組の深夜ベルト化を打ち出しスタートさせた。
同番組は、火曜から土曜までの帯番組で、各曜日の担当MCである吉本芸人が吉本の各部署に配属され、様々なプロジェクトを盛り上げるべく活動するという内容。芸人達のゲスト出演に加えて、サポート役として毎回よしもとの各部署を担当する社員が登場する。
撮影場所は、新宿にある吉本興業東京本社が使用されている。

## 火曜日
『デジ魂 よしもとデジタルコンテンツ部』（デジコン）を、2013年4月2日から2014年3月31日まで放送。サバンナが「よしもとデジタルコンテンツ部」に配属。吉本の最新デジタル情報を届ける。
部署の業務内容
パソコン･スマホ関連のコンテンツ開発、動画配信サイト「YNN」の運営など。

### 出演者
MC
- サバンナ（高橋茂雄・八木真澄）

よしもと社員
- 梁弘一（映像制作センター センター長）
- 家永洋（映像制作センター）

ナレーター
- スパイク松浦

### 企画
- YNN会員獲得プロジェクト

「YNN」は、2013年4月にグランドオープンした吉本の総合動画配信サイト。お笑いのほかテレビ、映画、アニメなど様々なジャンルのコンテンツを提供。同サイトのサービスの1つ、劇場ライブやお笑いDVDなどが見放題になれる月額課金コースの会員を増やそうというプロジェクト。
- 新規アプリ開発プロジェクト

部署からの要望を受けて「企業とのコラボアプリ」を開発していく。
- ソフトバンク「お笑いLIFE」会員倍増プロジェクト

「お笑いLIFE」は、吉本が制作するソフトバンクの携帯用お笑い動画コンテンツで、「ショートフィルムチャンネル」（火曜更新）「芸人イチ押しギフト」（水曜）「めざせ！世界一の爆笑便利アプリ」（木曜）「オワライチャンネル」（土曜）の4種類の番組をそれぞれ毎週1本ずつ無料配信するサービス。2013年春より「ギフト」と「アプリ」のMCを担当することになったサバンナが、番組のリニューアルを行う。

## 水曜日
『セールスタイル よしもと営業部』を、2013年4月3日から2014年3月25日まで放送。NON STYLEが「よしもと営業部」に配属。
業務内容
企業との連携、大型イベントの協賛やCM契約、さらにはグッズやキャラクター開発など。

### 出演者
MC
- NON STYLE（井上裕介・石田明）

よしもと社員
- 市岡秀晃（企業営業センター）

ナレーター
- 中野公美子

### 企画
- よしもと芸人グッズ 売り上げ倍増プロジェクト

年間何億という売り上げで吉本の経営を支えている“よしもと芸人グッズ”だが、ここ数年で売り上げは激減。そこで、NON STYLEが、新たなヒット商品を生み出すべく開発プロジェクトに携わる。

## 木曜日
『イベンジャーズ よしもとイベント事業部』を、2013年4月4日から2014年3月27日まで放送。千鳥が「よしもとイベント事業部」に配属。吉本のイベントに関する様々な情報を紹介する。ライブ制作センターで収録。千鳥にとって単独での初冠番組となる。
部署の業務内容
吉本興業のイベントの企画・運営・指揮。

### 出演者
MC
- 千鳥（大悟・ノブ）

ナレーター
- チョコレートプラネット長田

### 企画
- 神イベ

世間にはあまり知られていなくても、ファンからの絶大な支持を受けチケットは入手困難、会社からは非常に感謝されているまさに神のような人気イベントを紹介する。
- よしもと社員が絶対成功させたいLIVE ゴリオシ

よしもと社員が絶対成功させたいライブを紹介する。
- チクリ場

イベントに対する不平不満を投稿してもらうチクリ箱を各劇場に設置。出演者やスタッフが普段なかなか口に出しては言えない本音をMCが代わってぶっちゃける。
- ヤバイベ

問題を抱えているイベントを紹介し、番組出演者が一緒になって改善策を考える。

## 金曜日
『ナオミクローゼット』を、2013年4月5日から放送。渡辺直美が「Girls Project」に配属。よしもとオシャレ芸人ランキング第１位（2013年）の、オシャレに敏感な渡辺が女性のためのトレンド情報を届ける。アシスタントとしてTEAM BANANAの山田愛実が第3回から出演。2014年4月よりに木曜日に変更。2014年10月よりに水曜日に変更。2015年9月放送終了
部署の業務内容
アジアのガールズマーケットのトレンド・流通・プロモーション手法を開発。ファッションショーの開催、台湾で日本人タレントを使ったテレビ番組の制作、国内の女性向け商業施設のプロモーションなど。

### 出演者
MC
- 渡辺直美

アシスタント
- 山田愛実（TEAM BANANA）

ナレーター
- タカダ・コーポレーション大貫さん

### 企画
- 毒モ プロジェクト

「毒モ」とは、MCの渡辺のようにポッチャリしているけどオシャレ、見た目はカワイイんだけど性格にクセがあるといった女の子たち＝毒のあるモデルのこと。渡辺たちが街に繰り出して、カワイイだけじゃない毒モを発掘する。

## 土曜日
『ケンイチ 47都道府県プロジェクト』を、2013年4月6日から放送。山里亮太が「47都道府県プロジェクト」を担当する。同番組は、2013年1月12日から3月30日まで毎週土曜日0:00 - 1:00（毎週金曜日深夜）の1時間番組として放送（全12回）。2013年4月より『BS吉テレ』に吸収される形でリニューアル・短縮された。2014年10月より木曜日に変更。2015年9月放送終了

### 出演者
MC
- 山里亮太（南海キャンディーズ）

ナレーター
- 愛実

マンスリーゲスト

## テーマ曲
全曜日共通
エンディングテーマ
- MYNAME 「WE ARE THE NIGHT」（2013年4月- ）

## スタッフ
- 総合演出：白岩久弥
- 制作協力：よしもとクリエイティブ・エージェンシー
- 製作著作：BS日テレ、吉本興業

月曜日・デジ魂
- 構成：長谷川朝二、たちばなひとなり、宇田川岳史、伊東雅司
- 技術協力：トラッシュ、戯音工房
- ディレクター：新谷洋介、佐々木貴彦、矢野行美、斎藤花奈、前田一樹
- 制作プロデューサー：森俊和、菊井徳明
- プロデューサー：栖川一郎、稲冨聡、林敏博
- 協力：セドナ・ブラザーズ・プロダクション

火曜日・セールスタイル
- 構成：長谷川朝二、小杉四駆郎、辻健一、伊東雅司
- 技術協力：トラッシュ、麻布プラザ
- ディレクター：山本カンスケ、小川剛、田中淳也
- 制作プロデューサー：坂川綾那、加茂忠夫
- プロデューサー：玉井浩、稲冨聡、林敏博
- 協力：オフィスクライン

水曜日・イベンジャーズ
- 構成：長谷川朝二、遠藤敬、大塚智仁、小関雅志
- 技術協力：トラッシュ、戯音工房
- ディレクター：岩津匡洋、馬場省吾、辻正記
- 制作プロデューサー：松本真、森俊和
- プロデューサー：玉井浩、稲冨聡、林敏博

木曜日・ナオミクローゼット
- 構成：長谷川朝二、はりせ、ビル坂恵、宮丸直子
- スタイリスト：大瀧彩乃
- 技術協力：ブロードマックス、BEAM TV CENTER、ナックビジュアル、トラッシュ
- ディレクター：高橋純、加藤浩明、甲斐元気
- 制作プロデューサー：坂川綾那、杉山宏道、菊井徳明
- プロデューサー：井上由紀、稲冨聡、林敏博
- 協力：セドナ・ブラザーズ・プロダクション、K-ten CORPORATION

金曜日・ケンイチ
- 構成：伊東雅司（OZMA）、長谷川朝二、堀江B面
- 技術協力：トラッシュ、麻布プラザ
- ディレクター：山本カンスケ、杉浦伸男、角田瞬
- 制作プロデューサー：栃竜也、石川博章、加茂忠夫
- プロデューサー：井上由紀、稲冨聡、林敏博
- 協力：オフィスクライン